# Доброч
Доброч (слч. Dobroč) насељено је мјесто са административним статусом сеоске општине (слч. obec) у округу Лучењец, у Банскобистричком крају, Словачка Република.

## Становништво
| Година:    | 1994. | 2004.   | 2014.   | 2024.   |
| ---------- | ----- | ------- | ------- | ------- |
| Број људи: | 714   | 680     | 642     | 598     |
| Разлика:   |       | -4,76 % | -5,58 % | -6,85 % |

| Година:    | 2023. | 2024.   |
| ---------- | ----- | ------- |
| Број људи: | 596   | 598     |
| Разлика:   |       | +0,33 % |

Према подацима о броју становника из 2011. године насеље је имало 644 становника.